# Aracnídeos
Os aracnídeos (Arachnida) são uma subclasse do filo dos artrópodes que inclui, entre outros, aranhas, carrapatos, ácaros,  opiliões e escorpiões, compreendendo mais de 60.000 espécies distintas. O nome desta classe tem origem na figura da mitologia grega Aracne, porque as aranhas foram os primeiros membros a pertencer a esta classe. Quase todas as espécies são animais terrestres.

## Características

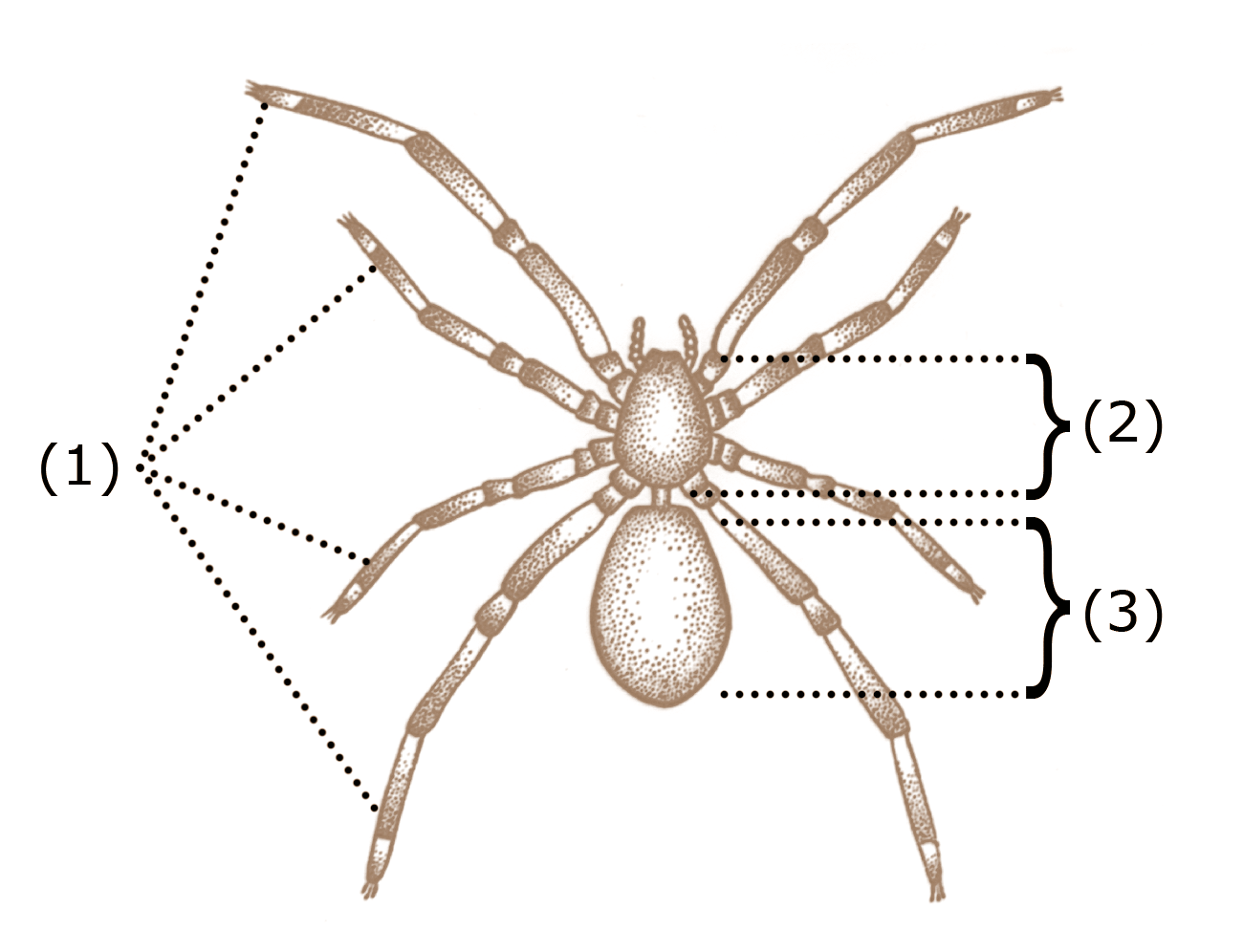
Os aracnídeos têm como características básicas: 4 pares de pernas (ou apêndices locomotores) (1), um corpo dividido em cefalotórax (2) e abdômen (3)

Possuem quatro pares de pernas (ou apêndices locomotores) inseridas no cefalotórax (prossoma), que é coberto por uma carapaça quitinosa, um par de apêndices modificado em quelícera que pode ser disposta de modo paraxial ou diaxial, um par de pedipalpos que variam em forma dependendo da ordem e com funções diferenciadas, sem antenas, abdome (opistossoma) sem divisão definida. Pode haver particularidades, como no caso das aranhas, com a presença de fiandeiras que são utilizadas para a produção de seda e os escorpiões com a presença do aguilhão no último segmento do abdome.

### Classificação dos aracnídeos
Os aracnídeos são classificados em: araneídeos (aranhas), opiliones (opiliões), escorpionídeos (escorpiões) e acarinos (ácaros e carrapatos).
Em algumas espécies os pedipalpos são estruturas presentes que servem para capturar as presas e noutras ainda como órgão da reprodução. Nos solpugídeos os pedipalpos são semelhantes às pernas, fazendo parecer que têm cinco pares. As larvas dos ácaros têm apenas 6 pernas - o último par só se forma na fase de ninfa.
Os aracnídeos não possuem antenas nem mandíbulas. Apresentam quelíceras ao redor da boca como estruturas envolvidas na manipulação do alimento. Possuem também ao redor da boca um par de pedipalpos, estruturas que podem ter diversas funções. As aranhas e os escorpiões são basicamente carnívoros. Muitos desses predadores possuem glândulas de veneno, que utilizam para paralisar sua presa.

## Respiração
Os aracnídeos respiram por filotraqueias, também denominadas pulmões foliáceos, as quais possuem lamelas que aumentam a superfície de troca gasosa no indivíduo. Nas aranhas, além das filotraqueias existem as traqueias, embora em algumas espécies menores a respiração seja cutânea.

## Alimentação
Os animais desta classe são geralmente carnívoros, sendo todos predadores. Algumas espécies possuem glândulas inoculadoras de veneno com as quais podem  matar ou imobilizar as suas presas que são capturadas e mortas com a ajuda dos pedipalpos e quelíceras.
A digestão ocorre parcialmente fora do corpo ocorrendo através de enzimas que farão uma pré-digestão. O fluido alimentar é sugado por uma faringe bombeadora ou por um estômago bombeador, no caso das aranhas, sendo uma digestão lenta.
É o veneno que paralisa e faz a pré-digestão dos tecidos, facilitando a digestão. A aranha possui uma glândula inoculadora de veneno para cada quelícera. Algumas espécies são parasitas.

## Reprodução
Os aracnídeos são dioicos e reproduzem-se por fecundação interna, e produzem ovos, de onde saem indivíduos imaturos, mas semelhantes aos progenitores (sem metamorfoses).
Os pedipalpos nas aranhas, podem ser modificados nos machos possuindo bulbos se enchem de esperma funcionando como órgão copulador. Em algumas espécies de aracnídeos, por exemplo os escorpiões, também é utilizado o espermatóforo, que são “pacotes de espermatozoides”, sendo que o macho deve atrair a fêmea até o espermatóforo para que ocorra a fecundação.
Nos escorpiões, a abertura genital fica ao lado dos pentes, podendo ter relação com a reprodução (percebe também estímulos sexuais); Na hora da reprodução mantêm uma certa distância por causa dos ferimentos que podem ser causados pelo aguilhão (imune ao próprio veneno); O macho do escorpião produz um espermatóforo (cápsula) e conduz a fêmea para que ela possa se fecundar (reprodução indireta);
Nas aranhas, depois de nascidos, os filhotes se depositam sobre a fêmea; Pode-se ter casos de teia comunitária para os filhotes.
Existem espécies de aranhas que, depois do acasalamento, o macho tem que dar de "presente" um inseto a fêmea ou será morto por ela. Após ganhar o presente a aranha fêmea enrola o inseto nas teias e o macho foge.

## Inoculadores de veneno
- Escorpião - através do aguilhão;
- Aranha - através das quelíceras;
- Pseudo-escorpião - através dos pedipalpos;

Obs: A grande maioria das aranhas não apresenta importância médica, sendo que no Brasil são apenas três que oferecem perigo, a aranha-marrom (Loxosceles), a armadeira (Phoneutria) e a viúva-negra (Latrodectus).

## Anatomia Funcional
- O pulmão foliáceo é uma abertura ventral para onde o ar entra e levam o oxigênio para a corrente sanguínea que vai oxigenar todo o sangue. Os pulmões não são utilizados por todos os aracnídeos;
- As aranhas possuem tanto traqueias quanto pulmões;
- O sistema traqueal, a abertura é chamada espiráculo leva o oxigênio diretamente para todos os tecidos;
- Animais que respiram por traqueias não apresentam pigmentos sanguíneos, pois não é o sangue que transporta o oxigênio.
- Coração tubular dorsal continuando anteriormente e posteriormente por uma aorta, no coração há a presença de óstios:
  - Aranhas: 3 pares de óstios.
  - Escorpiões: 7 pares de óstios.
- Os aracnídeos possuem glândulas coxais na base das pernas que faz comunicação com o exterior eliminando as excretas;
- Os aracnídeos perdem pouca água na forma de excreta;
- Todos os líquidos que banham o túbulo de Malpighi são filtrados entre o intestino médio e o intestino posterior, as excretas são eliminadas juntas com as fezes pelo ânus;
- Alguns possuem tanto túbulos de Malpighi quanto glândulas coxais;
- Intestino - é arborescente, para ter uma maior área de absorção;
- O intestino médio  aumenta a produção de enzimas e a região de absorção;
- Principal resíduo nitrogenado é a guanina;
- Tricobótrios - são pelos sensoriais que percebem a vibração de corrente de ar;
- Órgãos em Fenda - espalhados por todo o corpo principalmente nos apêndices e percebem a tensão no esqueleto, e também deteta as informações sonoras;
- Pente - presente somente em escorpiões, com função de perceber vibrações no substrato (reprodução);
- O orifício genital de ambos os sexos está localizado na região ventral do segundo segmento abdominal. Muitos têm transmissão indireta de espermatozoides através de um espermatóforo;
- Podem ser ovíparos ou vivíparos;
- Pode ter cuidado parental, ou seja, pais cuidando "atenciosamente" dos filhotes.
- A diferenciação do sexo das aranhas segue pela extremidade dos palpos sendo que é diferente nos machos, com o apêndice usado para transmitir espermatozoides para a fêmea;

## Classificação
- Trigonotarbida - extintos

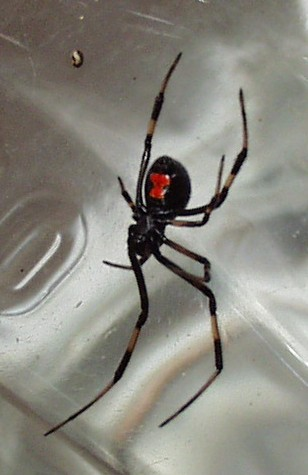
Conhecida por sua má-fama, a Viúva-Negra pode ser mortal por causa de seu veneno

- Amblypygi - amblipígeos, aracnídeos com primeiro par de pernas (ou apêndices locomotores) muito alongadas (cerca de 160 espécies)
- Araneae - aranhas (cerca de 40.000 espécies)
  - Mesothelae - aranhas primitivas, muito raras
  - Opisthothelae - todas as outras aranhas
    - Araneomorphae - aranhas mais comuns
    - Mygalomorphae - aranhas caranguejeiras
- Phalangiotarbida - extintos
- Opiliones - opiliões, aranha-alho ou temenjoá (mais de 6.300 espécies)
- Palpigradi - muito pequenos, raramente encontrados (cerca de 71 espécies)
- Pseudoscorpiones - pseudoescorpiões (mais de 3.300 espécies)
- Ricinulei - ricinuleídeos (cerca de 73 espécies)
- Schizomida - esquizomídeos (cerca de 180 espécies)
- Scorpiones - escorpiões (cerca de 2.000 espécies)
- Solifugae - solífugos ou solpugídeos (cerca de 900 espécies)
- Haptopoda - extintos
- Thelyphonida - escorpiões-vinagre (cerca de 100 espécies)
- Acari - ácaros e carrapatos (cerca de 30.000 espécies)
  - Acariformes
    - Sarcoptiformes
    - Trombidiformes

  - Opilioacariformes
  - Parasitiformes